# Paul Hollywood
Paul Hollywood, född 1 mars 1966, är en brittisk bagare. 
Paul Hollywood är även domare i  tävlingsprogram Hela England bakar tillsammans med Prue Leith.